# برتویل-سور-لز
برتویل-سور-لز (به فرانسوی: Bretteville-sur-Laize) یک کمون در فرانسه است که در canton of Bretteville-sur-Laize واقع شده‌است.

## خصوصیات
برتویل-سور-لز ۹٫۶۸ کیلومترمربع مساحت و ۱٬۵۶۶ نفر جمعیت دارد و ۵۴ متر بالاتر از سطح دریا واقع شده‌است.